# Åsa Persson (skådespelare)
För artiklar om andra personer vid namn Åsa Persson, se Åsa Persson
Åsa Persson, född 6 december 1972 i Norrbärke i Kopparbergs län, är en svensk skådespelare.

## Biografi
Åsa Persson gick ut Teaterhögskolan 1996. Hon har arbetat på Göteborgs Stadsteater i bland annat Krig och fred, Hamlet och En midsommarnattsdröm. På Teater Bhopa var hon med i föreställningen P. På Malmö dramatiska teater har hon medverkat i bland annat Lika för lika, Animals in Paradise och Blåskägg-kvinnornas hopp.
Persson har tidigare turnerat med Riksteatern i Gifta vänner, Måsen, Våra föräldrars sexuella neuroser, Våren och Lille Eyolf 2006. Hon har även medverkat i Gifta vänner och Det finns ett liv där borta i Vällingby på Stockholm Stadsteater. 
Under 2012 till 2013 arbetade Persson på Folkteatern i Lars Noréns Fragmente som även hade Europaturné i projektet Cities on stage.
På film och TV har Persson medverkat i bland annat Mamma, pappa, barn, Lasermannen,  Fru Marianne, Den femte kvinnan och Wallander – Blodsband.
Turnnérade med kritikerrosade ”Tigern” som hade premiär på Dramaten 2016 som blev officiellt inbjuden till prestigefyllda
Teaterfestivalen i Avignon.
2011 mottog hon Konstnärsnämndens arbetsstipendium på 70 000 svenska kronor. 2013 mottog hon Teaterförbundets förtjänststipendium.
Verkar som frilansande skådespelare under Teater Alliansen.

## Filmografi
- 2000 – En rikedom bortom allt förstånd
- 2001 – Fru Marianne
- 2002 – Efter
- 2003 – Mamma pappa barn
- 2005 – Lasermannen (TV-serie)
- 2005 – Den bästa av mödrar
- 2006 – Video
- 2006 – Wallander - Blodsband
- 2007 – Kapten Sverige
- 2008 – Honungsfällan
- 2010 – Bröderna Karlsson

## Teater

### Roller (ej komplett)
| År   | Roll                        | Produktion                                                                             | Regi                | Teater                                   |
| ---- | --------------------------- | -------------------------------------------------------------------------------------- | ------------------- | ---------------------------------------- |
| 1994 | Estella                     | Lysande utsikter (Great Expectations) Charles Dickens                                  | Hans Rosenquist     | Dalateatern                              |
| 1996 |                             | Varför kysser alla Solveig                                                             | Birgitta Egerbladh  | Göteborgs Stadsteater                    |
| 1997 | Alice                       | Genvägar                                                                               | Johan Wikström      | Dramatiska teaterkompaniet Malmö         |
| 1997 | Hermia                      | En midsommarnattsdröm William Shakespeare                                              | Ronny Danielsson    | Göteborgs Stadsteater                    |
| 1997 | Olika roller                | Hamlet William Shakespeare                                                             | Jasenko Selimovic   | Göteborgs Stadsteater                    |
| 1998 | Beatrice                    | P                                                                                      | Alexander Öberg     | Teater Bhopa                             |
| 1998 | Juliet                      | Fiasko i tre akter                                                                     | Rickard Günter      | Göteborgs Stadsteater                    |
| 1999 | Sonya                       | Krig och fred Lev Tolstoy                                                              | Linus Tunström      | Göteborgs Stadsteater                    |
| 1999 | Eglé                        | Tvisten                                                                                | Alexa Ther          | Malmö Stadsteater                        |
| 1999 | Anna                        | Blåskägg - kvinnornas hopp                                                             | Åsa Kalmér          | Malmö Stadsteater                        |
| 2000 | Kaleria                     | Sommargäster                                                                           | Benedikt Erlingsson | Sommarteater i Yngsjö                    |
| 2000 | Isabella                    | Lika för lika William Shakespeare                                                      | Sören Iversen       | Malmö Stadsteater                        |
| 2000 | Astrid                      | Swedenhielms Hjalmar Bergman                                                           | Natalie Ringler     | Malmö Stadsteater                        |
| 2000 | Darling                     | Animals in paradise                                                                    | Olof Lindqvist      | Malmö Stadsteater                        |
| 2001 | Natasja                     | Kosmonautens sista hälsning till kvinnan han en gång älskade i det forna Sovjetunionen | Olof Lindqvist      | Malmö Stadsteater                        |
| 2001 | Nina                        | Måsen Anton Tjechov                                                                    | Lars Norén          | Riksteatern                              |
| 2002 | Sanna                       | Gifta vänner Donald Margulies                                                          | Sara Cronberg       | Stockholms stadsteater/ Riksteatern      |
| 2004 | Julie                       | Fröken Julie August Strindberg                                                         | Anna Sjöwall        | Tjörns Sommarteater                      |
| 2005 | Dora                        | Våra familjers sexuella neuroser                                                       | Melanie Mederlind   | Riksteatern                              |
| 2005 | Anna-Klara                  | Det finns ett liv där borta i Vällingby                                                | Åsa Kalmér          | Stockholms stadsteater                   |
| 2006 | Rita                        | Lille Eyolf Henrik Ibsen                                                               | Lars Norén          | Riksteatern                              |
| 2008 |                             | Det kommunistiska manifestet Karl Marx                                                 | Richard Turpin      | Teater Tribunalen                        |
| 2008 | Louise                      | Den bergtagna Victoria Benedictsson                                                    | Jens Ohlin          | Strindbergs Intima/Teater Galeasen/Limbo |
| 2009 | Valborg Olander             | Selmas kärlekar Gunilla Boëthius och Marianne Goldman                                  | Anna Sjövall        | Dalateatern                              |
| 2012 | Karin                       | Peggy Pickit ser guds ansikte                                                          | Olof Hansson        | Teater Galeasen                          |
| 2012 | Mamman mfl.                 | Fragmente                                                                              | Lars Norén          | Folkteatern Göteborg                     |
| 2013 | Eva                         | Vad som hände när Nora lämnade sin man                                                 | Melanie Mederlind   | Folkteatern Göteborg                     |
| 2015 | Tigern, bankdirektören mfl. | Tigern                                                                                 | Sofia Jupiter       | Jupither Josephsson Theatre Company      |
| 2018 |                             | Episod Lars Norén                                                                      | Sofia Jupither      | Dramaten                                 |
| 2021 |                             | Irakisk Kristus Hassan Blasim                                                          | Natalie Ringler     | Teater Galeasen                          |